# Historische Zeitschrift
Historische Zeitschrift (en français : Revue historique), est une revue bimensuelle d'histoire fondée en 1859 par l'historien allemand Heinrich von Sybel à l'Université Louis-et-Maximilien de Munich.
En 1856, Heinrich von Sybel est nommé professeur d'histoire à l'Université Louis-et-Maximilien de Munich. 
En 1859, il y fonde la revue d'histoire Historische Zeitschrift. Il dirigera cette revue jusqu'à sa mort en 1895.
Parmi les participants à cette revue d'histoire, Heinrich von Treitschke, Friedrich Meinecke, Johann Gustav Droysen, Hermann Baumgarten, Wilhelm Maurenbrecher et Georg Voigt. Par la suite, d'autres historiens contribuèrent à cette revue, Ludwig Dehio, Theodor Schieffer, Lothar Gall et Theodor Schieder.
C'est l'historien allemand Lothar Gall qui est l'actuel directeur de la revue historique allemande. Parmi le éditeurs, il y a notamment Susanne Rau. Le 3 mars 2009, la revue historique a célébré son 150e anniversaire.
La création de ce journal a inspiré l'historien français Gabriel Monod à créer la Revue historique en 1876.